# The Outback
Outback je jihokorejský animovaný film z roku 2012, který režíroval Kyung Ho Lee a v originálu v něm hlasy hlavních postav namluvili Rob Schneider, Charlie Bewley, Alan Cumming, Tim Curry, Bret McKenzie, Chris Edgerly a další. První uvedení filmu proběhlo v Jižní Koreji 12. ledna 2012.

## Zápletka
Bílému medvídkovi koala jménem Johnny se ostatní koaly smějí kvůli barvě jeho kožíšku. Rozhodne se proto přidat se k putovnímu cirkusu spolu s Hamishem - tasmánským čertem, a Higgensem - opičím fotografem. 

Když se s cirkusem přesouvají na nové místo, jejich maringotka se odpojí od zbytku kolony a Johnny s kamarády nabourají uprostřed australské pustiny. Při hledání cesty zpět k cirkusu se zamotají do sporu o lagunu, který mezi sebou vedou zvířátka z laguny a zlí psi Dingo.

## Herecké obsazení
(v původním anglickém znění)
- Charlie Bewley jako Loki (hlas)
- Alan Cumming jako Bog (hlas)
- Tim Curry jako Blacktooth (hlas)
- Chris Edgerly jako Boris (hlas)
- Eric Lopez jako Divoký Zálesák / Bill / Merlin (hlas)
- Norm MacDonald jako Quint (hlas)
- Bret McKenzie jako Hamish (voice)
- Nolan North jako Hex (hlas)
- Phil Proctor jako Lug (hlas)
- Jenni Pulos jako Charlotte (hlas)
- Neil Ross jako Monty (hlas)
- Rob Schneider jako Johnny (hlas)
- Yvonne Strahovski jako Miranda (hlas)
- Fred Tatasciore jako Cutter (hlas)
- Frank Welker jako Higgens / Býk (hlas)